# رالف ميلن
رالف ميلن (بالإنجليزية: Ralph Milne)‏ (13 مايو 1961 في المملكة المتحدة - 2015 في المملكة المتحدة) هو لاعب كرة قدم بريطاني في مركز الوسط. شارك مع منتخب اسكتلندا تحت 21 سنة لكرة القدم. أما مع النوادي، فقد لعب مع تشارلتون أثلتيك ودندي يونايتد ومانشستر يونايتد ونادي بريستول سيتي ووست هام يونايتد وSing Tao SC ‏.

## وصلات خارجية
- رالف ميلن على موقع قاعدة بيانات كرة القدم.إي يو (الإنجليزية)
- رالف ميلن على موقع عالم كرة القدم.نت (الإنجليزية)